# Доманиці-Кольонія
Доманиці-Кольонія (пол. Domanice-Kolonia) — село в Польщі, у гміні Доманиці Седлецького повіту Мазовецького воєводства.
Населення — 283 особи (2011).
У 1975-1998 роках село належало до Седлецького воєводства.

## Демографія
Демографічна структура станом на 31 березня 2011 року:
|          | Загалом | Допрацездатний вік | Працездатний вік | Постпрацездатний вік |
| -------- | ------- | ------------------ | ---------------- | -------------------- |
| Чоловіки | 135     | 29                 | 95               | 11                   |
| Жінки    | 148     | 33                 | 96               | 19                   |
| Разом    | 283     | 62                 | 191              | 30                   |